# 亨里克冰川
64°42′S 62°30′W / 64.700°S 62.500°W
亨里克冰川（Henryk Glacier），是南極洲的冰川，位於葛拉漢地的丹科海岸，最終注入埃雷拉海峽，在1993年由波蘭探險隊命名，現時由南極條約體系管理。